# نوريوكي هاجا
نوريوكي هاجا هو متسابق دراجات نارية ياباني. نافس في سباقات بطولة العالم لفئة 500 سي سي. كما شارك في بطولة العالم للسوبربايك وبطولة العالم للموتو جي بي.

## وصلات خارجية
- نوريوكي هاجا على موقع MotoGP.com (الإنجليزية)
- نوريوكي هاجا على موقع WorldSBK.com (الإنجليزية)

- الموقع الإلكتروني